# Hieronymus Bosch
Hieronymus van Aken ('s-Hertogenbosch, c. 1450-1515) conegut amb el pseudònim de Hieronymus Bosch o El Bosch, fou un artista reconegut, pintor i dibuixant neerlandès de la zona de Flandes. És un dels representants més notables de l'escola flamenca dels segles XV i XVI. La seva obra, generalment oli sobre fusta de roure, conté principalment il·lustracions fantàstiques de conceptes i narracions religioses. Durant la seva vida, la seva obra es va recollir als Països Baixos, Àustria i Espanya, i va ser àmpliament copiada, especialment les seves representacions macabres i nocturnes de l'infern.
El cognom van Aken és el nom, en dialecte centrealemany, de la ciutat d'Aquisgrà, d'on procedia la família del Bosch, establerta a 's-Hertogenbosch des de feia moltes generacions. Hieronymus Bosch formava part d'una família pertanyent al gremi de pintors en què probablement va aprendre la tècnica i passió per la pintura i el dibuix.
No disposem de fonts que permetin traçar una trajectòria vital clara, sobretot de la seva infància i joventut, i que ens ajudin a conèixer el seu procés d'aprenentatge i a entendre millor les influències vitals en la seva enigmàtica obra.

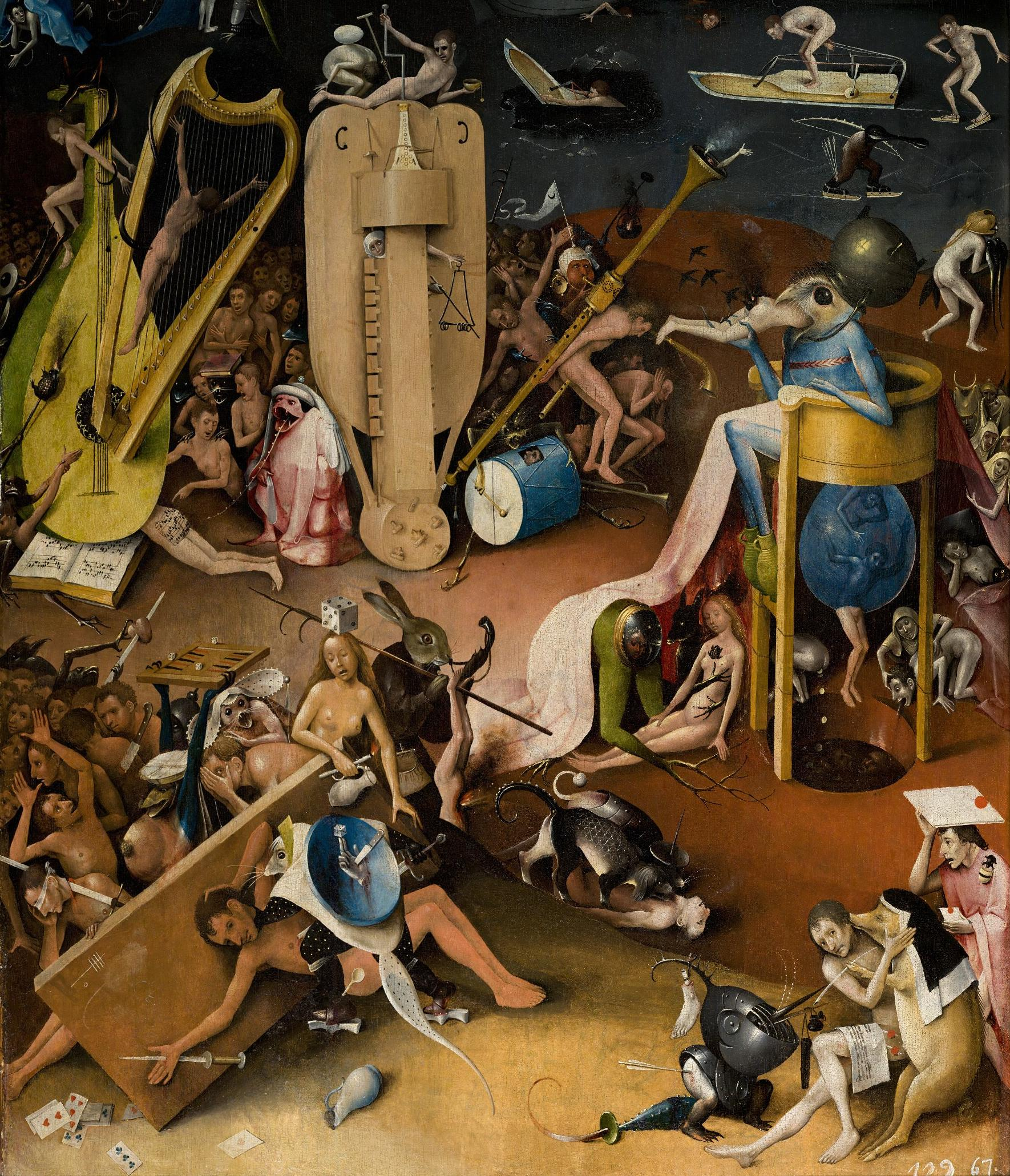
Detall de l'infern d'El jardí de les delícies

Segons els arxius jurídics, sembla que Hieronymus Bosch va casar-se pels volts del 1480 amb Aleyt Goyarts Van der Meervenne, membre d'una família acomodada local, amb qui no va tenir descendència. El matrimoni va compartir una important fortuna; Hieronymus podria haver viscut sense necessitat de treballar o desenvolupar cap activitat productiva, perquè els arxius testimonien que el matrimoni pertanyia al sector més ric de la ciutat.
Cal destacar que Hieronymus Bosch va formar part activament i va desenvolupar encàrrecs artístics per a la confraria de Nostra Senyora, una organització religiosa fundada el 1318 que se centrava en el culte a l'estàtua de la Verge (Zoete Lieve Vrouw), ubicada a l'interior de la catedral gòtica de Sant Joan, símbol de la fe del període medieval i de la prosperitat comercial, i orgull cívic de la ciutat. El seu nom figura com a confrare a partir del 1486 i fins a la seva mort. Se sap també que va ser un dels membres notables de la confraria, l'únic artista dels notables que, tot i no tenir la formació teològica necessària, va accedir al lloc gràcies a la seva condició social. Aquesta posició li va permetre establir relacions amb persones d'alt nivell, com Felip, duc de Borgonya i posterior rei de Castella (Felip I el Bell).
Als voltants del mes d'agost del 1516 va morir Hieronymus Bosch. Uns anys més tard, ho faria la seva dona, cap al 1522 aproximadament.

## Biografia

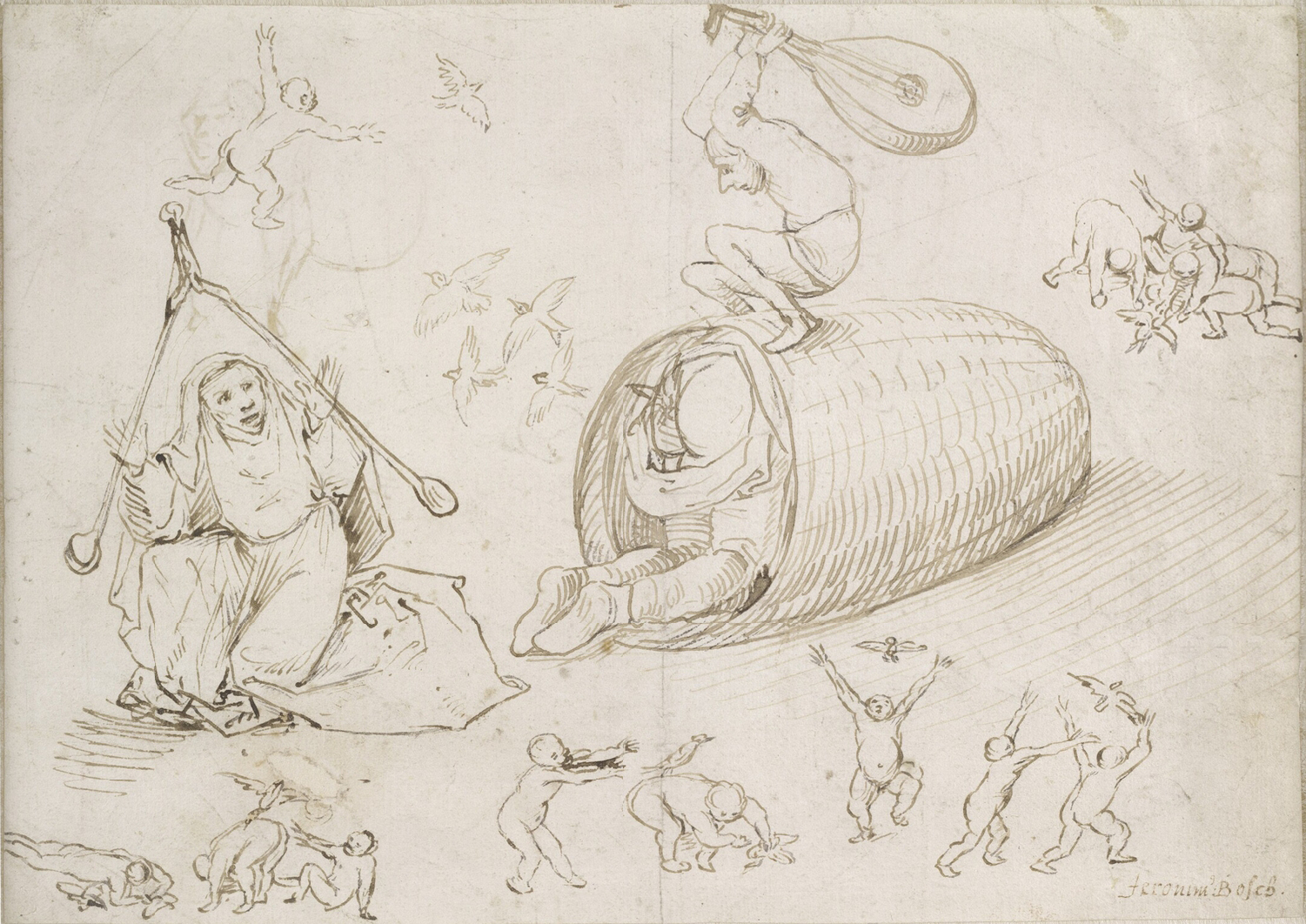
Una bruixa, una figura d’un rusc amb dors despullats i figures de nens (entre 1465 et 1516), dibuix a ploma i tinta, rentat sobre paper (19,2 x 27 cm), Viena (Àustria), Albertina.

La biografia de Hieronymus Bosch no té certeses, ja que l'escassa informació que el concerneix prové de documents relatius a còpies tardanes dels arxius de 's-Hertogenbosch o dels llibres de comptes de la Il·lustre Confraria de la nostra-Senyora, de manera que els autors el podrien descriure al seu torn com a pragmàtic o visionari, ignorant o erudit, devot o hereu.
Hieronymus van Aken prové d'una família de pintors i il·luminadors originària d'Aquisgrà, que es va establir al voltant de 1423 a 's-Hertogenbosch, ciutat comercial i seu del govern de Brabant del Nord, l'àlies de Bosch prové del nom flamenc abreujat d'aquesta ciutat "Den Bosch" (el bosc). Va néixer al voltant de 1450 - 1455, amb el nom de Jheronimus (o Joen, respectivament les formes llatina i neerlandesa del nom "Jerònim") van Aken (que significa "d'Aquisgrà"). Va signar algunes de les seves pintures com a Jheronimus Bosch.
El seu avi Jan van Aken (mort el 1454) era pintor i es menciona per primera vegada als registres el 1430. Se sap que Jan va tenir cinc fills, dels quals quatre també eren pintors. El pare de Bosch, Anthonius van Aken (mort al voltant de 1478), va actuar com a assessor artístic de la Il·lustre Confraria de la nostra Santíssima Dama. Generalment se suposa que el pare de Bosch o un dels seus oncles va ensenyar a pintar a l'artista, però cap de les seves obres no ha sobreviscut. Bosch apareix per primera vegada al registre municipal el 5 d'abril de 1474, quan és nomenat juntament amb dos germans (Jan i Goosen) i una germana (Herberta).
El seu pare, Anthonius, va instal·lar a 1462 el taller familiar en una casa situada al costat est de la plaça principal i la va batejar, en honor del seu patró, In Sint Thoenis. Va ser allà on es va formar el jove Hieronymus, entre finals dels anys 1460 i principis dels anys 1470, al costat del seu germà gran Goessen i on va desenvolupar la seva trajectòria artística. Associat amb el seu pare entre 1474 i 1476, va desaparèixer dels documents de 's-Hertogenbosch durant quatre anys, període durant el qual podria haver realitzat una gira per companyonia, és a dir, un viatge destinat a completar la seva formació.
A la seva tornada a 1480, Hieronymus va treballar sens dubte al taller familiar, dirigit per Goessen des de la mort d'Anthonius cap a 1478. Després del seu matrimoni el 1478 amb una rica aristòcrata, Aleid van de Meervenne, que li va proporcionar comoditat financera i un estatus social significativament superior, va adquirir la casa In den Salvator, situada al nord de la gran plaça. El 1486, va entrar com a «membre notable» a la Confraria de Notre-Dame Respectuós amb els costums, l'artista participa en «banquets des cignes» i no dubta a donar la benvinguda als membres de la confraria a casa seva, establint així vincles amb els notables més grans de la regió. Es tracta d’una associació religiosa dedicada al culte a la Mare de Déu, de la qual esdevé el pintor designat.
Va prendre així l'ascendència dins del taller familiar, que va acabar dirigint després de la mort de Goessen el 1497. Després respon a una demanda creixent i es rodeja de col·laboradors, documentats entre 1503 i 1504, i entre els quals hi ha els seus nebots, Johannes (1470-1537) i Anthonis (1478-1516).
Al setembre 1504, el governador dels antics Països Baixos, Felip I el Bell, fill de Maximilià d'Habsburg, la cort del qual està instal·lada a Brussel·les, paga trenta-sis lliures en concepte d'avançament per un gran quadre de la pintura. Aquest és el primer document en què el pintor es refereix amb el sobrenom de "Bosch", encunyat sobre la base del nom holandès de 's-Hertogenbosch, quan va adquirir una reputació internacional.
No hi ha documents que confirmin que Hieronymus Bosch visqués sempre a la ciutat de 's-Hertogenbosch, tot i que és la hipòtesi més probable. Alguns historiadors han publicat hipòtesis que situen el Bosch en un viatge per Espanya pels volts del 1495-1505, seguint escriptors i artistes espanyols i italians i influenciant-se d'obres com l'Escorial, però no s'han presentat fonts documentals que puguin confirmar-ho.
Allotjant-se a 's-Hertogenbosch, el pintor va treballar per a clients locals i per a la cort de Brussel·les. Va morir sense descendència a l'agost 1516, probablement de la pesta que també es va endur el seu nebot Anthonis. Al registre de defuncions, al costat del seu nom s'esmenta “insignis pictor” (“pintor famós”). El germà gran d'Anthonis, Johannes, va prendre llavors, amb tota probabilitat, la gestió del taller familiar, mentre Gielis Panhedel va completar, a 1522-1523, les persianes de Hieronymus Bosch per a el retaule de la Confraria de la Mare de Déu de l'església de Sant Joan.

## Obres
| Imatge                                | Dades | Atribucions |                    |
| ------------------------------------- | --- | --- | ------------------ |
| Ecce Homo                             | Ecce Homo (Frankfurt) 1470-1475 Oli sobre fusta 71 × 61 cm Städel Museum (Frankfurt am Main) | Autèntic, segons Friedländer, De Tolnay, Unverfehrt, Marijnissen i Koldeweij, Vandenbroeck i Vermet |                    |
| Adoració dels Reis                    | Adoració dels Reis ca. 1474 Oli sobre fusta 71,1 × 56,5 cm Metropolitan Museum of Art (Nova York) | Autèntic, segons Friedländer; autoria discutida: podria ser del cercle del pintor |                    |
| Adoració dels Reis                    | Adoració dels Reis 1475-1480 Oli sobre fusta 74 × 54 cm Museu d'Art de Filadèlfia | Autèntic, segons Friedländer, De Tolnay, Unverfehrt; anàlisis recents confirmen que la fusta és del començament del segle xvi i la pintura és obra d'un seguidor |                    |
| Crucifixió amb donant                 | Crucifixió amb donant 1480-1485 Oli sobre fusta 74,7 × 61 cm Musées Royaux des Beaux-arts de Belgique (Brussel·les) | Autèntic segons: Friedländer, De Tolnay, Unverfehrt, Marijnissen i Koldeweij, Vandenbroeck i Vermet |                    |
| Crist portant la creu                 | Crist portant la creu (Viena) 1480-1490 Oli sobre fusta 57 × 32 cm Kunsthistorisches Museum (Viena) Al darrere hi ha la pintura de Crist nen jugant (diàmetre 28 cm) | Autèntic segons: Friedländer, De Tolnay, Unverfehrt, Marijnissen i Koldeweij, Vandenbroeck i Vermet | Revers de la taula |
| El judici final                       | El judici final (Viena) poc després del 1482 Oli sobre fusta 163,7 × 127 cm (panell central) 167,7 × 60 cm (ala esquerra) 167 × 60 cm (ala dreta) Akademie für Bildenden Künste (Viena) Els panells exteriors mostren dues pintures en grisalla: Sant Jaume el Major i Sant Bavó. | Autèntic segons: Friedländer, Unverfehrt, Marijnissen i Koldeweij, Vandenbroeck i Vermet; De Tolnay no el cita | Tríptic tancat     |
| Adoració del Nen                      | Adoració del nen ca. 1485 Oli sobre fusta 66 × 43 cm Wallraf-Richartz Museum (Colònia (Alemanya)) | Autoria dubtosa segons Friedländer i Marijnissen (la resta no l'esmenten); probablement, és una còpia d'un original perdut del Bosch. N'hi ha altres versions al Noordbrabants Museum ('s-Hertogenbosch) i als Musées Royaux des Beaux-Arts de Belgique (Brussel·les) |                    |
| El Judici Final                       | El judici final (Bruges) ca. 1486 Oli sobre fusta 99,5 × 117,5 cm Groeningemuseum (Bruges, Bèlgica) Els panells exteriors formen la pintura de Crist coronat d'espines. | Autèntic segons Friedländer; autoria dubtosa, segons Koldeweij, Vandenbroeck i Vermet (la resta no l'inclouen); podria ser del taller | Tríptic tancat     |
| Sant Joan Baptista meditant           | Sant Joan Baptista meditant ca. 1489 Oli sobre fusta 48,5 × 40 cm Museo Lázaro Galdiano (Madrid) | Autèntic segons: Friedländer, De Tolnay, Unverfehrt, Marijnissen i Koldeweij, Vandenbroeck i Vermet |                    |
| Sant Joan Evangelista a Patmos        | Sant Joan l'Evangelista a Patmos ca. 1489-1500 Oli sobre fusta 63 × 43,3 cm Gemäldegalerie (Berlín) El revers té dues pintures circulars (diàmetre 39 cm): Escenes de la Passió de Crist (cercle exterior) i El Pelicà amb les cries (cercle interior) | Autèntic segons: Friedländer, De Tolnay, Unverfehrt, Marijnissen i Koldeweij, Vandenbroeck i Vermet | Revers de la taula |
| Sant Cristòfor portant l'Infant Jesús | Sant Cristòfor portant l'infant Jesús 1490-1500 Oli sobre fusta 113 × 71,5 cm Museum Boijmans Van Beuningen (Rotterdam) | Autèntic segons: Friedländer, De Tolnay, Unverfehrt, Marijnissen i Koldeweij, Vandenbroeck i Vermet |                    |
| ;                                     | Tríptic 1494-1500 * Nau dels folls (ala esquerra, a dalt) * Al·legoria de la gola i la luxúria (ala esquerra, a baix) * La mort de l'avar (ala dreta) Oli sobre fusta 58 x 33 (Nau); 35,9 × 31,4 cm (Gola i luxúria); 92,6 x 30,8 cm (Mort) Museu del Louvre (París, Nau); Yale University Art Gallery (New Haven, Gula); National Gallery of Art (Washington DC, Mort) Restes d'un tríptic, la resta del qual s'ha perdut | Autèntic segons: Friedländer, De Tolnay, Unverfehrt, Marijnissen i Koldeweij, Vandenbroeck i Vermet |                    |
| Mort d'un rèprobe                     | Mort d'un rèprobe 1494-1500 Oli sobre fusta 34,6 × 21,2 cm Col·lecció particular (Nova York) Probablement, còpia d'un fragment de tríptic perdut | Autèntic segons De Tolnay (la resta no l'inclouen) |                    |
| Extracció de la pedra de la follia    | Extracció de la pedra de la follia 1494 o posterior Oli sobre fusta 48 × 35 cm Museu del Prado (Madrid) | Autèntic segons: Friedländer, De Tolnay, i Koldeweij, Vandenbroeck i Vermet; dubtós per a Marijnissen. |                    |
| Adoració dels Reis                    | L'Adoració dels Reis ca. 1495 Oli sobre fusta 138 × 138 cm Museu del Prado (Madrid) Els dos panells exteriors formen la imatge de la Missa de sant Gregori, en grisalla | Autèntic segons: Friedländer, De Tolnay, Unverfehrt, Marijnissen i Koldeweij, Vandenbroeck i Vermet | Tríptic tancat     |
| Crist coronat d'espines               | Crist coronat d'espines (Londres) 1495-1500 Oli sobre fusta 73 × 59 cm National Gallery (Londres) | Autèntic segons: Friedländer, De Tolnay, Unverfehrt, Marijnissen i Koldeweij, Vandenbroeck i Vermet |                    |
| Martiri de Santa Júlia                | El martiri de Santa Jülia ca. 1497 Oli sobre fusta 104 × 119 cm Palazzo Ducale (Venècia) | Autèntic segons: Friedländer, De Tolnay, Unverfehrt, Marijnissen i Koldeweij, Vandenbroeck i Vermet |                    |
| Crist portant la creu                 | Crist portant la creu (Madrid) ca. 1498 Oli sobre fusta 150 × 94 cm Palau Reial d'Orient (Madrid) | Autèntic segons: Friedländer, Unverfehrt, Marijnissen; dubtós per a Koldeweij, Vandenbroeck i Vermet |                    |
| Taula dels set pecats capitals        | Taula dels set pecats capitals ca. 1500 Oli sobre fusta 120 × 150 cm Museu del Prado (Madrid) | Autèntic segons: Friedländer, De Tolnay, Unverfehrt i Marijnissen; dubtós per a Koldeweij, Vandenbroeck i Vermet |                    |
| ;                                     | Políptic de les Visions del més enllà 1500-1504 - Paradís terrestre - Ascensió dels benaurats - Caiguda dels condemnats - Infern Oli sobre fusta 86,5 × 39,5 (cada panell) Palau Ducal (Venècia) També anomenat Altar del cardenal Grimani | Autèntic segons: Friedländer, De Tolnay, Unverfehrt, Marijnissen i Koldeweij, Vandenbroeck i Vermet | ;                  |
| La temptació de Sant Antoni           | Les temptacions de sant Antoni Abat 1501 Oli sobre fusta 131,5 × 225 cm Museu Nacional d'Art Antic (Lisboa) Els panells exteriors formen dues pintures: L'arrest de Crist i Crist portant la creu, en grisalla | Autèntic segons: Friedländer, De Tolnay, Unverfehrt, Marijnissen i Koldeweij, Vandenbroeck i Vermet | Tríptic tancat     |
| El prestidigitador                    | El prestidigitador ca. 1502 Oli sobre fusta 53 × 65 cm Museu Municipal (Saint-Germain-en-Laye, França) | Friedländer, De Tolnay, Marijnissen i Koldeweij, Vandenbroeck i Vermet el consideren d'autoria dubtosa |                    |
| El carro de fenc                      | El carro de fenc (Escorial) c. 1502 Oli sobre fusta 147 × 232 cm (versió d'El Escorial) El Escorial, (versió 1) Els dos panells exteriors formen la imatge en color d'El camí de la vida | Probablement, còpies de la versió del Prado o d'un original perdut de Bosch | Tríptic tancat     |
| El carro de fenc                      | El carro de fenc (Prado) c. 1502 Oli sobre fusta 135 x 190 cm (versió del Prado) Museu del Prado (Madrid, versió 2) Els dos panells exteriors formen la imatge en color d'El camí de la vida | Autèntic per a Marijnissen; autoria dubtosa per a De Tolnay i Koldeweij, Vandenbroeck i Vermet; podria ser còpia d'un original perdut del Bosch | Tríptic tancat     |
| El jardí de les delícies              | El jardí de les delícies o La pintura de l'arboç 1480-1490 o 1503-1504 Oli sobre fusta 220 × 389 cm Museu del Prado (Madrid) Els dos panells exteriors formen la imatge de La creació del món, en grisalla | Autèntic segons: Friedländer, De Tolnay, Unverfehrt, Marijnissen i Koldeweij, Vandenbroeck i Vermet | Tríptic tancat     |
|                                       | Temptacions de Sant Antoni (fragment) 1500-1510 Oli sobre fusta 38,6 × 25,1 cm Nelson-Atkins Museum of Art, Kansas City (Missouri) | Atribuït en febrer 2016 pel Bosch Research and Conservation Centre; abans es creia que era d'un seguidor |                    |
| Temptacions de Sant Antoni Abat       | Temptacions de sant Antoni Abat 1500-1525 Oli sobre fusta 70 × 51 cm Museu del Prado (Madrid) | Autèntic segons Friedländer i De Tolnay; autoria dubtosa segons Marijnissen i Koldeweij, Vandenbroeck i Vermet; podria ser obra d'un seguidor |                    |
| Tríptic dels sants eremites           | Tríptic dels sants eremites ca. 1505 Oli sobre fusta 86 × 100 cm Palau Ducal (Venècia) | Autèntic segons: Friedländer, De Tolnay, Unverfehrt, Marijnissen i Koldeweij, Vandenbroeck i Vermet |                    |
| Sant Jeroni pregant                   | Sant Jeroni pregant ca. 1505 Oli sobre fusta 77 × 59 cm Museum voor Schone Kunsten (Gant) | Autèntic segons: Friedländer, De Tolnay, Unverfehrt, Marijnissen i Koldeweij, Vandenbroeck i Vermet |                    |
| Judici final                          | Judici final (fragment) 1506-1508 Oli sobre fusta 60 × 114 cm Alte Pinakothek (Múnic) Fragment d'un tríptic perdut | Autèntic segons Friedländer i De Tolnay; dubtós per a Marijnissen |                    |
| El venedor ambulant                   | El venedor ambulant o El caminant ca. 1510 Oli sobre fusta 71,5 cm (diàmetre) Museum Boijmans van Beuningen (Rotterdam) Panell exterior d'un tríptic perdut | Autèntic segons: Friedländer, De Tolnay, Unverfehrt, Marijnissen i Koldeweij, Vandenbroeck i Vermet |                    |
| ;                                     | Díptic de l'Infern i el Diluvi ca. 1514 - La caiguda dels àngels rebels - L'arca de Noè al mont Ararat - La humanitat assetjada pels diables (al revers) Oli sobre fusta 69,5 × 35 cm (cada panell) 34,5 cm (diàmetre de les pintures del revers) Museum Boijmans Van Beuningen (Rotterdam, Països Baixos) | Autèntic segons: Friedländer, De Tolnay, Unverfehrt, Marijnissen i Koldeweij, Vandenbroeck i Vermet | ;                  |
| Crist portant la creu                 | Crist portant la creu (Gant) 1515-1516 Oli sobre fusta 74 × 81 cm Museum voor Schone Kunsten (Gant, Bèlgica) | Autèntic segons: Friedländer, De Tolnay, Unverfehrt, Marijnissen; autoria dubtosa per a Koldeweij, Vandenbroeck i Vermet |                    |
| Cap d'alabarder                       | Cap d'alabarder Oli sobre fusta 28 × 20 cm Museu del Prado (Madrid) Fragment d'un Crist coronat d'espines, potser d'un seguidor del Bosch | |                    |
| Cap de dona                           | Cap de dona Oli sobre fusta 13 × 5 cm Museum Boijmans Van Beuningen (Rotterdam) Fragment | Autèntic per a De Tolnay; dubtós per a Koldeweij, Vandenbroeck i Vermet |                    |

### Còpies d'obres perdudes i obres de seguidors o imitadors
| Imatge                                      | Dades | Atribucions |                                              |
| ------------------------------------------- | --- | --- | -------------------------------------------- |
| Paradís                                     | Paradís (ala esquerra del Jardí de les delícies) 1480-1490 ? Oli sobre fusta 186 x 77 cm Museu del Prado (Madrid), procedent d'El Escorial                                                                        | Còpia contemporània de l'original |                                              |
| Tríptic de l'Ecce Homo                      | Tríptic de l'Ecce Homo 1496-1500 Oli sobre fusta 73 × 57,2 (panell central), 79 × 36 (laterals) Museum of Fine Arts (Boston) Als panells exteriors, els donants amb sant Joan Evangelista i santa Maria Magdalena | Obra del taller del Bosch; Friedländer la considerava autèntica | Panells exteriors del tríptic de l'Ecce Homo |
| Tríptic de Job                              | Tríptic de Job 1507 o després Oli sobre fusta 98,4 × 132,8 cm Groeningenmuseum (Bruges) Als panells exteriors, escuts de les famílies que encarregaren el retaule                                                 | Obra del taller del Bosch; Friedländer i De Tolnay la consideraven autèntica                                                                                               | Panells exteriors del tríptic de Job         |
| Temptacions de Sant Antoni                  | Temptacions de sant Antoni 1500-1510 Oli sobre fusta 70 x 115 cm Museu del Prado (Madrid) | D'un seguidor del Bosch, potser còpia d'un original perdut |                                              |
| Adoració dels Reis d'Anderlecht             | Adoració dels Reis (Anderlecht) 1510-1520 Oli sobre fusta 80,4 × 115,4 cm Erasmushuis (Anderlecht) Als panells exteriors: sant Pere i santa Maria Magdalena                                                       | Obra del taller o del cercle del Bosch, a partir de l'Adoració del Prado; Friedländer la considerà autèntica                                                               | Panells exteriors de l'Adoració dels Reis    |
| Batalla entre el Carnestoltes i la Quaresma | Batalla entre el Carnestoltes i la Quaresma 1540-1550 Oli sobre fusta, grisalla 59 × 118,5 cm Noordbrabans Museum (s'Hertogenbosch)                                                                               | Obra d'un seguidor del Bosch, imitant-ne l'estil. N'hi ha d'altres versions                                                                                                |                                              |
| Temptacions de Sant Antoni                  | Temptacions de sant Antoni 1551-1600 Oli sobre fusta 61,8 × 79,7 cm Noordbrabansmuseum (s'Hertogenbosch) | D'un seguidor del Bosch, amb signatura falsificada; Friedländer va considerar-la dubtosa                                                                                   |                                              |
| Banquet de les noces de Canà                | Banquet de les noces de Canà original de 1516? (còpia 1550) Oli sobre fusta 93 × 72 cm Museum Boijmans Van Beuningen (Rotterdam)                                                                                  | Còpia posterior al 1555 d'una obra perduda del Bosch; Friedländer i De Tolnay l'havien considerada autògrafa, i Marijnissen, dubtosa                                       |                                              |
| Temptacions de Sant Antoni d'Utrecht        | Temptacions de sant Antoni (Utrecht) 1525-1530 Oli sobre fusta 25,7 × 22,4 cm Central Museum (Utrecht) | Obra d'un seguidor del Bosch |                                              |
| Temptacions de Sant Antoni (Stuttgart)      | Temptacions de sant Antoni (Stuttgart) ca. 1530 Oli sobre fusta 62 × 95,5 cm Staatsgalerie Stuttgart | Obra d'un seguidor del Bosch, variant de l'anterior |                                              |
| Tríptic de la Passió                        | Tríptic de la Passió ca. 1530 Oli sobre fusta 150,5 × 82,2 cm (laterals), 139,5 × 169,8 cm (central) Museu de Belles Arts (València)                                                                              | Obra d'un seguidor de Bosch |                                              |
| Crist coronat d'espines                     | Crist coronat d'espines (Escorial) 1533 Oli sobre fusta 165 × 195 cm Monestir d'El Escorial A partir del panell central del tríptic de València                                                                   | Còpia d'un seguidor del Bosch; Friedländer, De Tolnay, Unverfehrt i Marijnissen el consideraven autèntic, però l'anàlisi dendrològica revela que la fusta és del 1527-1533 |                                              |
| Detenció de Crist                           | Detenció de Crist 1530-1550 Oli sobre fusta 51,8 × 80,8 cm Noordbrabants Museum ('s-Hertogenbosch) | Obra d'un seguidor del Bosch; Friedländer la considerà autèntica |                                              |
| Detenció de Crist                           | Detenció de Crist ca. 1530-1550 Oli sobre fusta 50,4 × 81,1 cm San Diego Museum of Art | Obra d'un seguidor del Bosch, còpia o variant de l'anterior |                                              |
| Ecce Homo d'Uden                            | Ecce Homo (Uden) ca. 1530-1550 Oli sobre fusta 77 × 55,5 cm Museum voor Religieuze Kunst (Uden, Països Baixos) | Còpia de l'Ecce Homo de Frankfurt |                                              |
| Ecce Homo de Filadèlfia                     | Ecce Homo (Philadelphia) 1557 ca., pot ser còpia d'un original perdut de ca. 1474? Oli sobre fusta 52 × 54 cm Museu d'Art de Filadèlfia                                                                           | Friedänder i De Tolnay el creien autèntic; l'anàlisi de la fusta demostra que fou pintada cap al 1557 per un seguidor de l'autor                                           |                                              |
| Ecce Homo d'Indianàpolis                    | Ecce Homo (Indianapolis) 1557 ca., potser còpia d'un original perdut de ca. 1474? Oli sobre fusta 52 × 54 cm Indianapolis Museum of Art                                                                           | Còpia de l'anterior o d'un original perdut |                                              |
| Jesús amb els doctors                       | Jesús amb els doctors 1545 Oli sobre fusta 75 × 60 cm Col·lecció particular | Obra d'un seguidor del Bosch |                                              |
| Jesús amb els doctors (Louvre)              | Jesús amb els doctors (Louvre) 1550 ca. Oli sobre fusta 74 × 58 cm Museu del Louvre (París) | Obra d'un seguidor del Bosch, còpia de l'anterior |                                              |